# María Pilar Canedo
María Pilar Canedo Arrillaga (Bilbao, 27 de octubre de 1968) es una jurista y profesora universitaria especializada en Derecho de la competencia que actualmente ejerce como Consejera de la Comisión Nacional de los Mercados y de la Competencia. Ha sido presidente de la Autoridad Vasca de la Competencia (AVC) entre junio de 2012 y julio de 2017. 
Anteriormente, fue vocal del Tribunal Vasco de Defensa de la Competencia  desde junio del año 2010 hasta su nombramiento como presidente de la Autoridad Vasca de la Competencia, organismo autónomo.
que sustituyó al TVDC. Bajo su dirección la AVC ha experimentado un importante aumento de casos bajo investigación y resoluciones con gran relevancia social y mediática como la sanción impuesta a las empresas encargadas de cáterin de las escuelas públicas vascas o el denominado Caso Pinosolo.

## Carrera Académica
Canedo es titular de la Cátedra Jean Monnet en Derecho Transnacional de la Facultad de Derecho de la Universidad de Deusto.
Estuvo a cargo de la dirección del programa ATLAS de Doctorado de la Universidad de Deusto, London School of Economics, New York University, 2009. 
Directora del programa de Doctorado en Transnational Law de la Universidad de Deusto. 2009 
Vicedecana de Relaciones Internacionales de la Facultad de Derecho. Universidad de Deusto. 2009-2010. 
Dirección del European Master  Transnational Trade Law and Finance. Universidad de Deusto, Universidad de  Tilburgo, Universidad de Estrasburgo, Universidad de Frankfurt. 2008-actualidad.
Dirección de la Cátedra Gertrude Ryan Universidad de Deusto. 2008
Asimismo ha ocupado puesto de dirección de la Deusto Law Network (Red Europea de Facultades de Derecho) 2007-2012 y ha sido  Vicedecana de Ordenación Académica y Relaciones Internacionales de la Facultad de Derecho. Universidad de Deusto. 2006-2009 y Vicedecana de Ordenación Académica de la Facultad de Derecho. Universidad de Deusto. 2003-2006.